# University Park, Iowa
University Park är en ort i Mahaska County i Iowa. Vid 2010 års folkräkning hade University Park 487 invånare.